# Cauca jezik
Cauca jezik (ISO 639-3: cca), indijanski jezik koji se nekada govorio u Kolumbiji. Pripadao je jezičnoj porodici Choco i bio srodan s anserma [ans].

## Vanjske poveznice
- Ethnologue (14th)
- Ethnologue (15th)